# Жданов, Владимир Анатольевич
Влади́мир Анато́льевич Жда́нов (1 [13] июня 1869, с. Ивицы, Тульская губерния — 4 июня 1932, Москва) — российский общественный деятель и адвокат.

## Биография

### Образование и политика
Представитель дворянского рода Ждановых от Ослана-Мурзы Челебея. После окончания гимназии в Рязани, поступил на юридический факультет Московского университета. Продолжил образование на юридическом факультете Санкт-Петербургского университета, опять возвратился в Московский университет и окончил в нём весь курс дисциплин, а вот экзамены и диссертацию на кандидата прав по теме: «Система наказаний в русском праве XVII века и в законодательстве Петра Великого» защитил в Юрьеве в 1895, (ныне Тарту). Ещё в студенческие годы, увлёкся революционно-демократическим движением, стал членом партии «Народного права». Позже, примкнул к большевикам, издавал и редактировал московскую газету «Свободное слово», закрытую по требованию властей (1906). В 1906 в его квартире у «Никитских Ворот» перед московскими социал-демократами выступал В. И. Ульянов-Ленин по вопросу о декабрьском вооружённом восстании.
До самой революции он находился под надзором полиции. Впервые его арестовали в ноябре 1895, сразу по получении диплома и выслали в Вологодскую губернию, где началась его юридическая практика.
Жданов оказывается значимой фигурой в сообществе ссыльных в Вологду революционеров различного политического толка.
А. В. Луначарский вспоминал о том, что ему удаётся остаться в Вологде, который к тому времени являл собою очень крупный эмигрантский центр. Здесь уже жил А. А. Богданов, с которым он и поселился. Здесь кипели споры с идеалистами, во главе которых стоял Бердяев. В них деятельное участие принимали такие люди, как Савинков, Щёголев, Жданов, А. Ремизов и многие другие.
Сначала он работал столоначальником в управе Грязовца вместе с В. А. Кудрявым, затем помощником присяжного поверенного в Консультации присяжных и частных поверенных при Вологодском окружном суде, а с 24 апреля 1902 по 1905 — присяжным поверенным в Вологде, а затем до ареста в 1907 в Москве.

### Адвокатская деятельность

#### Дело о «Кишинёвском погроме»
Во время участия в процессе по делу о Кишинёвском погроме познакомился с адвокатами М. Л. Гольдштейном, О. О. Грузенбергом, А. С. Зарудным, С. Е. Кальмановичем, Н. П. Карабчевским, Л. А. Куперником, П. Н. Переверзевым, М. Б. Ратнером, Н. Д. Соколовым и И. Н. Сахаровым (дедом академика А. Д. Сахарова), но защиту оказывал русским погромщикам, учинившим насильственные действия над евреями. Участвовал в ряде громких дел и не очень заметных, — в Великом Устюге,Тотьме, Кадникове, Вологде и Грязовце.

#### Дело Каляева
Всероссийскую известность принесла Жданову защита в 1905 террориста И. П. Каляева, бросившего «адскую машину» в карету великого князя Сергея Александровича, дяди императора Николая II. Жданов хорошо знал Каляева по вологодской ссылке, куда тот приезжал из Ярославля к Б. В. Савинкову, недолго трудившемуся секретарём консультации присяжных поверенных при Вологодском окружном суде, и выступил в защиту Каляева с проникновенной речью в Екатерининском (Митрофаньевском) зале Кремля: «Столкнулись два мира, и всё более теряется надежда на мирный исход. На чаше весов, которою будет меряться всё прошлое, не последнее место займёт и ваш приговор. Не отягчайте же им чаши! Крови в ней и без того достаточно». Ещё адвокатами в этом деле были М. Л. Мандельштам и в кассационной инстанции Сената В. В. Беренштам.

#### Дело Савинкова
На всю страну нашумел процесс лидера эсеров Б. В. Савинкова, обвинявшегося в покушении на генерал-лейтенанта В. С. Неплюева. На первом заседании защита заявила несколько ходатайств, и рассмотрение дела было отложено. Этого времени было достаточно, чтобы единомышленникам Савинкова удалось произвести подкуп стражи, и он благополучно избежал участи примерить на себя «столыпинский галстук». Борис Савинков об этом скажет: «Я не могу не вспомнить с чувством глубокой признательности наших защитников: Жданова, Малянтовича, Фалеева и Андроникова. Уже не говоря о Жданове, моём близком знакомом ещё по Вологде, не раз оказывавшем боевой организации услуги в Москве и защищавшем Каляева, все защитники показали много горячего интереса к нашему делу и много отзывчивости».

#### В громких процессах
6 декабря 1906 Жданов выступал адвокатом по «Делу Пресненского вооруженного восстания», 12 декабря 1906, по «Делу фидлеровцев», по «Делу Минераловодской республики», по «Делу Московской социал-демократической лаборатории бомб», в деле о покушении на Ф. В. Дубасова защищал эсерку М. А. Беневскую вместе с П. Н. Малянтовичем.

### Поражение в правах: каторга и ссылка
В 1907 году вместе с другими революционерами Жданов сам оказался под арестом и судом в связи с «открытым похищением» для партийных нужд крупной суммы денег у секретаря Московского сельскохозяйственного института Реша. По версии обвинения, конь, на котором приехали экспроприаторы, принадлежал Жданову. Правда, его защитникам В. А. Маклакову и Н. К. Муравьёву удалось доказать его непричастность к делу, но только в суде первой инстанции. Кассационная инстанция отменила оправдательный вердикт, и 18 октября 1907 года Московский военно-окружной суд приговорил активного члена РСДРП(б) к четырём годам каторги. Жданов отбыл этот срок в Александровском централе под Иркутском. С 1911 по 1917 год он провёл с семьёй на поселении в Чите, где занимался «подпольной адвокатурой».

### После февраля 1917
Вернулся из Сибири по амнистии Временного правительства через Вологду и Петроград в Москву. Но ещё до октябрьского переворота Жданов добился пересмотра своего дела в Петрограде и был восстановлен в правах, исполняя обязанности председателя суда в Кронштадте. Жданов был членом Чрезвычайной следственной комиссии по расследованию преступлений царского режима, а также активным участником Политического Красного Креста.
А. В. Луначарский в книге «Великий переворот (Октябрьская революция)» в 1919 вспоминал: «Богданов писал мне об очень интенсивной умственной и политической жизни в Вологде; особенно хорошо отзывался он о В. А. Жданове, позднее так печально, но так героически выступившем против нас (после Октябрьского переворота)…»
Говоря об этом, он имел в виду не участие его как защитника в процессе по обвинению А. М. Щастного и докладную записку, поданную Ждановым 11 июля 1918 управляющему делами Совета Народных Комиссаров РСФСР В. Д. Бонч-Бруевичу, в которой Жданов смело, с правовых позиций осудил беззакония ВЧК, сделав вывод о том, что «деятельность Чрезвычайной комиссии необходимо будет являться сильнейшим дискредитированием Советской власти. Единственное средство уничтожить вредные стороны деятельности Комиссии — это лишить Комиссию права самостоятельно решать дела, обязав её каждое дело в определённый срок представлять в соответствующий трибунал для гласного разбирательства и допускать защиту к участию в дознаниях, производимых Комиссией», а деятельность Жданова на посту военного комиссара при главнокомандующем армиями Западного фронта с 15 июля по 4 ноября 1917, когда минский Военно-революционный комитет, арестовав его, отправил в распоряжение Петроградского ВРК за явно контрреволюционные действия, выразившиеся в вызове войск с фронта для борьбы против Советской власти в Минске и в попытках помочь войскам А. Ф. Керенского в Петрограде. Интересно, что с главнокомандующим Западным фронтом, с 31 мая по 30 июля 1917, генерал-лейтенантом А. И. Деникиным, Жданов проработал всего полмесяца.
Не известно, кто из окружения В. И. Ульянова-Ленина, а быть может он сам, вступился за Жданова, вмешавшись в судьбу, отвратя расстрел. Несмотря на такой «политический реверанс» Жданов категорически отмежёвывается от большевиков и их революцию встречает в активной борьбе против «диктатуры пролетариата», усмотрев в ней опасность для основ гражданского общества.

### Против «диктатуры пролетариата»

#### Дело Щастного
Самые трагично-пророческие предположения Жданова подтвердились в ходе судебного процесса, состоявшегося в июне 1918 года над бывшим начальником морских сил Балтийского флота капитаном I ранга А. М. Щастным, обвинённым в государственной измене. Щастный сумел сохранить Балтийский флот, выведя все до единого корабля из Гельсингфорса (Хельсинки) по замерзающему морю в безопасное место — в Кронштадт, а затем в Ладожское озеро, но его заслуги обернули против него же: «Щастный совершая героический подвиг, тем самым создал себе популярность, намереваясь впоследствии использовать её против Советской власти…». Верховный трибунал вынес смертный приговор, так как с 13 июня 1918 года действовал декрет о восстановлении в России смертной казни. Свидетелем и обвинителем Щастного был нарком Л. Д. Троцкий. Интересно, что Троцкий нарушил тайну совещательной комнаты: находясь среди судей, он участвовал в обсуждении приговора.
Возмущённый таким оборотом дела, Жданов направил заявление в Президиум ВЦИК об отмене приговора, но оно было отклонено. Единственный, кто по достоинству оценил труд адвоката, был его подзащитный. В ночь перед расстрелом в тюрьме на территории Кремля Щастный написал письмо Жданову, которое не было передано адресату, но было приобщено к делу: «Дорогой В. А., сегодня на суде я был до глубины души тронут Вашим искренним настойчивым желанием спасти мне жизнь. Я видел, что Вы прилагаете усилия привести процесс к благополучному для меня результату, и душой болел за Ваши переживания. Пусть моя искренняя благодарность будет Вам некоторым утешением в столь безнадежном по переживаемому моменту процессе, каковым оказалось мое дело. Крепко и горячо жму Вашу руку. Сердечное русское Вам спасибо»).

#### Суд без суда
Очередной конфликт Жданова с новой властью произошёл летом 1922, в ходе суда над членами партии правых эсеров. В связи с грубыми нарушениями закона, открытой политизацией дела, защитники подсудимых С. А. Гуревич, Г. Л. Карякин, А. Ф. Липскеров, Н. К. Муравьёв, М. А. Оцеп, Г. Б. Патушинский, Б. Е. Ратнер, А. С. Тагер и Жданов с разрешения своих клиентов демонстративно отказались от участия в процессе. За это все они были подвергнуты аресту и высылке из Москвы, а газета «Правда» заклеймила их «продажными профессионалами-адвокатами» и «прожжёнными судейскими крючками». Именно, по этой причине поданное тогда заявление Жданова о зачислении в образуемую по Декрету ВЦИК коллегию защитников Московской губернии, было удовлетворено лишь в мае 1924, так как 17 августа 1922 он был арестован ГПУ и по постановлению Комиссии НКВД по административным высылкам от 17 октября выслан в Рыбинск на 2 года.

### Жизнь после высылки
По возвращении из ссылки возобновляет деятельность в адвокатуре и Всероссийском обществе политкаторжан и ссыльнопоселенцев.
30 мая 1929 Жданов был прикреплён для работы в юридической консультации при редакции «Крестьянской газеты» по распоряжению заместителя председателя коллегии адвокатов В. Ф. Белякова, а с 13 ноября 1930 он был отчислен из неё вместе с адвокатом Н. К. Муравьёвым.
Он умер своей смертью 4 июня 1932 г. Кремирован и капсула с его прахом находится в колумбарии на Новом Донском кладбище в Москве. По заключению Генеральной прокуратуры РФ от 26 января 2000, гражданин Владимир Анатольевич Жданов был признан необоснованно репрессированным по политическим мотивам «без вменения ему каких-то конкретных антисоветских действий».

## Семья
- Отец — мировой посредник Анатолий Николаевич Жданов, род. 20 июля 1840, поручик, помещик с. Новосёлки, Пронский уезд, Рязанская губерния, представитель 16 колена Ждановых (от Ослана-Мурзы Челебея в крещении Прокопия, женатого на Марии Зотовне Житовой), женился на своей троюродной сестре Наталии Александровне Исленьевой; сын Николая Михайловича Жданова р. 5.05.1812 и кр. с. Лабодино Белевского уезда Тульской губернии — за ним состояли 96 душ в с. Никольское Одоевского уезда Тульской губернии и его жены Александры Петровны.
- Мать — Наталия Александровна Жданова, урождённая Исленьева (10.09.1847—?), помещица, за ней имение с. Новоселки Пронского уезда Рязанской губернии; дочь Александра Михайловича Исленьева (16.07.1794-23.04.1882, его мать Дарья Михайловна Камынина) и Софьи Александровны Исленьевой, урождённой Ждановой (1812—1880), владелицы поместья Ивицы (она послужила прообразом «прекрасной фламандки» Дунечки в трилогии Льва Николаевича Толстого «Детство. Отрочество. Юность»; Мать её — Анна Федоровна Мосолова; Отец — Александр Сергеевич Жданов (1766 г. — представитель 15 колена Ждановых (от Ослана-Мурзы Челебея в крещении Прокопия, женатого на Марии Зотовне Житовой) — вышел в отставку из Сухопутного корпуса в 1787 году поручиком, стал титулярным советником. Служил исправником Одоевского уезда в 1807—1814 гг. Был одоевским представителем дворянства в 1814-16 гг. Жил в Ивицах, имел 120 душ крепостных крестьян. Имел пять сыновей и трёх дочерей.)
  - Брат — Николай р. 18.10.1873 кр. 20.10.1873 в Московской Скорбящинской церкви в Ямской Слободе, в 1895 г. учился на медицинском факультете Московского университета;
  - Брат — Анатолий р. в 1876, на 1895 г. студент юридического факультета Московского университета;
  - Сестра — Татьяна р. 16.05.1879 крещ. 19.05.1879 в Воскресенской церкви Рязани, муж: инженер Александр Всеволодович Кастальский;
  - Сестра — Софья — муж: врач Сергей Константинович Иванов, в 1895 г. работал в Бахмутском уезде Екатеринославской губернии;
- Жена — Надежда Николаевна Лебедева, член партии «Народного права» (отец Николай Васильевич Лебедев, сестры Софья Николаевна Лебедева — врач больницы Сабашникова, Любовь Николаевна Лебедева, Надежда Николаевна Лебедева, Вера Николаевна Лебедева)[12]
  - Дочь — Наталья р. 9.04.1896, кр. 28.04. в Мироносицкой церкви г. Вологда;
  - Сын — Григорий р. 29.08.1897 кр. 12.10.1897 в с. Насилово Пронского уезда;
  - Сын — Андрей (6.06.1901—23.03.1942) крещён 17.09.1901 в Иоанно-Предтеченской церкви г. Вологда. Работал начальником правовой группы Народного комиссариата финансов РСФСР, позже непродолжительное время до 1941 года адвокатом в Москве. Интендант 3 ранга (по некоторым документам интендант 1 ранга). Умер от болезни в эвакгоспитале г. Горького, погребён на Кладбище «Марьина роща», Участок № 6 Россия, г. Нижний Новгород, Советский р-н, пер. Нартова, 3.. Его сын Андрей Андреевич Жданов (21.03.1925—22.01.2000) окончил юридический факультет МГУ им. Ломоносова, профессор МГИМО; погребен на Ваганьковском кладбище.
  - Дочь — Нина р. 27.06.1905 кр. 16.08.1905 во Владимирской губернии;
- Тетя (по матери) — Ольга Александровна Исленьева (1845—1909) замужем за Михаилом Михайловичем Кирьяковым.
- Дядя (по матери) — Владимир Александрович Иславин (1818—1895) от не признанного венчаного брака деда А. М. Исленьева с графиней Софьей Петровной Козловской, урождённой Завадовской[e].

## Труды
- Жданов В. А. Речь в защиту К[аляева]. // Молодая адвокатура: Сборник речей по полититическим процессам. СПб., [1908].- Вып. 1. С. 296—297.
- Жданов В. А. Речь в защиту А. М. Щастного. // Шошков Е. Н. Наморси А. М. Щастный. СПб., 2001. — С. 374—376.

## Архивы
- ГА РФ. Ф. ДП. 5 д-во, 1907, Д. 1694.
- ГА РФ. Ф.533. Оп.3. Д.1021. Л.10.Л.18.
- Центральный исторический архив города Москвы. Ф.418. Оп.77. Д.1310.
- Эстонский исторический архив в Тарту. Ф.384. Оп.1. Д.1273. Л. Д.1284. Л. Д. 4543. .Л.1. (фото).
- Архив Московской городской коллегии адвокатов. Ф.1. Оп.1. Д.345. Л.3 об. Л.8..Л.8 об.  Здесь уместно отметить одно обстоятельство. Несмотря на то, что определением Совета присяжных поверенных от 24.04.1902 г. В. А. Жданов был принят в число присяжных поверенных округа Московской судебной палаты, он был приведён к присяге и внесён в список присяжных поверенных округа этой Палаты за № 982—1902 лишь только 8.03.1905 года. (То есть, был не присягнувшим — неприсяжным поверенным.)
- Государственный архив Вологодской области.(ГАВО) Ф.18. Оп.2. Д. 490. Л.4 об.
- ГАВО. Ф.18. Оп.5. Д.367.Л.1-1 об.
- ГАВО. Ф.108.Оп.1. Д. 224.Л.125. Л.125 об. Л.133. Ф.18. Оп. 2. Д. 482. Л. 5. Л. 5 об. Л.6.
- Архив Управления Федеральной службы безопасности России по Санкт-Петербургу и Ленинградской области. Д. № 114032. Л. Л.1-300. Дело А. М. Щаснаго.

## Комментарии
1. ↑  Приведём речь, сказанную в его защиту адвокатом В. А. Ждановым из кн.: //Молодая адвокатура: Сборник речей по политическим процессам. СПб., [1908]. — Вып. 1. — С. 296—297.: "В этом тяжёлом процессе совершенно не интересна фактическая сторона деяния. Слишком она очевидна. Я обращаюсь лишь к выяснению нравственной стороны события, его мотивов, ибо для многих они остаются тёмной загадкой, и да простит мне Каляев, вверивший нам, защитникам, честь свою и судьбу, если не хватит у меня ни душевных сил, ни слов, чтобы остаться на высоте своей задачи. В тяжёлые минуты пришлось Вам, господа сенаторы и сословные представители, разбираться в этом тяжёлом деле. Безмерный административный гнёт, полное экономическое разорение, полное банкротство военной системы, этого единственного оправдания современного политического строя, привели в брожение всю Россию. Волнуются все окраины, сотнями гибнут рабочие на улицах столицы, в дыме пожаров помещичьих усадеб ищет разрешения гнетущих вопросов крестьянин, и безумно страдает, мучась и умирая за всех, наша интеллигенция. Столкнулись две великие силы: старый, веками утверждённый строй, и новая, так страстно стремящаяся к свободе Россия. Теряется надежда на мирный исход этой борьбы, и все ближе надвигается чудовищный призрак гражданской войны. И в летописях этой борьбы Боевая Организация социалистов-революционеров пишет страницу самую яркую, самую ужасную, ибо пишет её кровью своей и кровью тех, кого считает врагом народа. Видя в народных массах, в их воле единственных вершителей судьбы страны, они не дожидаются их движения и с безоглядной смелостью бросаются в борьбу с громадной правительственной организацией. Избрав политическое убийство, как средство, револьвер и бомбу, как оружие, они путём террора пытаются ускорить политическое освобождение России. Это не убийство из-за угла. Изменились условия жизни,-изменились и способы борьбы. Они видят невозможность, при современном оружии, народным массам с вилами и дрекольями, этим исконным народным оружием, разрушать современные Бастилии. После 9-го января они уже знают, к чему это приводит; пулемётам и скорострельным ружьям они противопоставили револьверы и бомбы, эти баррикады XX века. Они беспощадные враги современного строя, но они не ищут пощады и себе. На смертный приговор они смотрят, как на смерть за свои убеждения с оружием в руках. Они не щадят чужой жизни, но с дикой роскошью расточают и свою. Они губят, но гибнут и сами. Погибнет и он. Но и вы отнесетесь к нему не как к преступнику, но как к врагу после сражения. И, свершая свой суд, помните, что в грядущие дни, кровавая заря которых уже виднеется на небосклоне, на чаше весов, коими будет мериться все прошлое. не последнее место займёт и Ваш приговор. Не отягчайте этой чаши. Крови в ней без того достаточно».
2. ↑  Речь защитника В. А. Жданова. «С защитительной речью выступил Жданов. Речь защитника продолжается около двух часов. — Показания Троцкого,- говорил защитник, — можно разделить на две части: на фактические данные, очень ценные для дела, и на выводы, основанные на предположениях. Среди этих материалов обвинения, имеются также записи Щастного. Но ведь эти записи являются лишь изложением мыслей и взглядов автора. Их можно было поставить ему в вину только в том случае, если бы имелись указания, что он пытался осуществить эти мысли. Но на это нет решительно никаких доказательств. Остерегаю вас от чтения мыслей. Вспомните фразу Фуше: „Дайте мне три строчки из любого письма, и я приведу всякого автора к эшафоту“. Защитник переходит к характеристике обстановки, в которой Щастный начал работу. В это время никто не знал ни своих прав, ни обязанностей. Нам говорят, что положение о Балтийском флоте внесло ясность в эти отношения. Но посмотрите, как один параграф положения противоречит другому. При такой противоречивости у подсудимого не оставалось другого выхода, как применять обычную практику, и он обращается за советами к различным органам власти. Щастного обвиняют. Что он смешивал оперативные и политические функции, но ведь за соблюдением этого разграничения должен следить комиссар. Почему же не он, Комиссар, сидит на скамье подсудимых? Щастного обвиняют в том, что он не принял мер к установлению демаркационной линии. Но ведь переговоры об установлении такой линии лежат в области политической, а Щастный обязан был только выполнять технические задачи, установленные этими переговорами. И все стрелы, пущенные Троцким в связи с этим вопросом, по адресу Щастного, должны быть направлены в Блохина. Щастного обвиняют в том, что он противился назначению Флеровского. Но ведь приказ о назначении Флеровского комиссаром не был послан во флот по вине морского комиссариата. За эту оплошность, опять, хотят судить Щастного, а не действительных виновников. Щастного обвиняют в том, что он не принял меры к аресту контрреволюционных офицеров. Но в действительности, был приказ об их увольнении, а не об их аресте. Увольнение же офицеров, согласно правилам, могло последовать только по распоряжению Морской коллегии, но не по приказанию Щастного.

— Троцкий,- говорит Жданов, — обвинял Щастного в непринятии мер к взрыву флота в случае необходимости. Но если вчитаться в телеграмму Троцкого к Щастному, то станет ясно, что первая мысль о необходимости ради спасения флота увести его в Ладожское озеро, была подана Щастным. Укорять человека, заговорившего первым о необходимости спасения флота, в том, что он не принял должных мер к его спасению от немцев, является, по меньшей мере, странным. Вопрос о проходе судов через петербургские мосты является для Щастного особенно важным. Это касается его репутации, как моряка. Вспомните, что Щастный провел флот из Гельсинфорса в Кронштадт в самых ужасных условиях, причем ни одно судно не пострадало; немцы же, попытавшись пойти тем же путём, потеряли два человека. Для Щастного было бы слишком оскорбительно, если обвинение, брошенное ему в непринятии мер к уничтожению флота, было бы основано на фактах. Но телеграмма Троцкого по этому вопросу не давала Щастному тех необходимых указаний, начало её противоречит концу. Да, Щастный противился тому, чтобы морякам были выданы награды за уничтожение кораблей. Но он считал, что это их долг, а за исполнение долга наград не берут. Фразу: „Наш моряк продаваться не будет“, сказал не Щастный, как утверждает обвинитель, а комиссар Блохин. Рекомендую обвинителю,- говорит Жданов,- проявлять большую внимательность при чтении показаний, когда каждое слово может решить судьбу человека. Председатель оглашает соответствующее место показания Блохина, и я удостоверяю, что инкриминируемую фразу сказал Блохин, а не Щастный. Защитник переходит к вопросу об агитации Щастного на съезде. Он доказывает, что агитации не было; происходил лишь обмен мнений между Щастным и Советом съезда, в состав которого входило только 12 человек. Даже в донесении Флеровского нет указаний на то, что Щастный вёл контрреволюционную агитацию и вообще выступал против Совета народных комиссаров». См.: Шошков Е. Н. Наморси А. М. Щастный. СПб.,2001. — С.374 — 376.
3. ↑    «Дальнейшая судьба адвокатов 1-й группы обвиняемых „блестяще“ подтвердила печальную правоту слов Гендельмана. Своими высокопрофессиональными действиями и мужественной гражданской позицией защитники, подкрепляя весьма сильные моральные и политические позиции обвиняемых эсеров грамотной юридической защитой, доставили немало хлопот сценаристам процесса. И власть по достоинству оценила их труды. Ф. Э. Дзержинский в своей докладной записке в ЦК РКП(б) (не позднее 19 июля 1922 г.) просил санкции „на высылку из Москвы, в аналогичные с членами семейств цекистов места, бывших защитников ЦК ПСР Муравьева, Тагера и др.“ [2, т. 46, л. 156]. 18 августа по приказу начальника СО ГПУ Самсонова адвокаты Жданов, Муравьев и Тагер были арестованы. С Муравьева и Тагера была взята подписка о прибытии к 8 декабря 1922 г. в Казань, куда они ссылались на три года. Гуревич, которого ГПУ уличило в передаче члену ЦБ ПСР Г. К. Покровскому стенограмм процесса, в августе 1922 г. был выслан в административном порядке в Нижний Новгород сроком на два года.

За Карякина на очень интересных условиях заступилась фракция РКП при ВПСО, приславшая в ГПУ выписку из протокола своего заседания. В этом документе коллеги-коммунисты просили „оставить Карякина в Москве, как лучшего защитника рабочих и крестьян на процессах во время царского правительства, причем фракцией одновременно с сим с Карякина взято обязательство о согласовании всех его публичных выступлений с мнением и решением фракции“. Характеристика Карякина чекистами была краткой — „антисоветский деятель“, и тем не менее такой симбиоз „самоцензуры“ известнейшего адвоката Карякина и цензуры со стороны его коллег СО ГПУ вполне устроил, и это ходатайство было удовлетворено. Такого история и практика русской адвокатуры, без сомнения, ещё не знала»![8]
4. ↑  Даёт рекомендацию старшему брату философа И. А. Ильина Алексею: «Я, Владимир Анатольевич Жданов, подтверждаю, что Алексей Александрович Ильин принадлежал к партии большевиков и участвовал в вооружённом восстании в Москве в 1905 году. Член общества политических каторжан. Билет 972 Влад. Жданов»[9]
5. ↑  Софья Петровна Завадовская (1795—1830) — фрейлина, с 1815 года была замужем за князем В. Н. Козловским (1790—1847), которого оставила ради А. М. Ислентьева (1794—1882), они венчались, но брак не был признан. Их дети получили фамилию Иславины, одна из дочерей, Любовь Александровна Иславина (1826—1886) в замужестве Берс, была матерью С. А. Толстой, жены писателя Л. Н. Толстого.